# Церковь Святой Марии Магдалины (Белосток)
Церковь Святой Марии Магдалины (пол. Cerkiew św. Marii Magdaleny) — православный храм Белостокской и Гданьской епархии Польской православной церкви в Белостоке. Один из старейших сохранившихся храмов города. Используется приходом Святого Николая и войсковым приходом Святых Петра и Павла.
Церковь была внесена в реестр памятников Польши 20 октября 1966 года под номером А-199.

## Местоположение
Из-за резкого расширения Белостока в XIX и XX веках, церковь в настоящее время находится в центре города, на территории Центрального парка, на пересечении улиц Краковской, Грюнвальдской и Константина Калиновского, в пределах оседле Центр. От окружавшего её кладбища осталось только несколько надгробных камней.

## История
Храм был построен на средства Яна Клеменса Браницкого в 1758 году как католическая придорожная каплица в честь святой Марии Магдалины. Она была освящена священником Игнатием Массальским, будущим епископом Виленским. Храм был возведён в стиле барокко в виде ротонды на высоком холме, который в XVIII веке был расположен за пределами города.
В связи с переполнением существующих кладбищ, в 1807 году при каплице было основано новое католическое кладбище. По свидетельству священника Тадеуша Крахеля, в 1814 году на кладбище выделили участки для захоронения униатов и православных.
Православное освящение каплицы состоялось 25 июля 1861 года. Её освятил тогдашний настоятель церкви Святого Николая Иоанн Ситкевич. В 1865 году она была перестроена, а в 1891 году была сделана ограда.
В 1957–1958 годах вёлся процесс в повятовем суде Белостока между православной и католической церковью за право собственности на кладбище и каплицу. Согласно приговору, 2/3 кладбища и храм должны были быть отданы католикам. Обе стороны подали апелляцию, однако до дела не дошло из-за того, что город отнял спорную недвижимость, в целях устройства на ней городского парка. В 1964 году Президиум Воеводской Рады Народовой вынес окончательное решение, которым разрешил православной церкви арендовать каплицу и территорию вокруг неё. Вопрос был юридически урегулирован лишь в 1991 году. Часть холма (409 м²) была передана Польской православной церкви (решение утверждено в 2006 году).
В 1995 году был создан войсковой приход Святых Петра и Павла, для которого церковь Святой Марии Магдалины стала приходским храмом.